# Pedro de Répide
Pedro de Répide Gallegos, también conocido como Pedro de Répide y Cornaro (Madrid, 8 de febrero de 1882-Madrid, 16 de febrero de 1948), fue un escritor y periodista español, primer representante del Cuerpo de Cronistas Oficiales de la Villa de Madrid. Referente obligado en la crónica del casticismo madrileño, a partir de 1923 fue cronista de la Villa de Madrid. El modernismo marcó su creación literaria, en gran parte dedicada a la vida y costumbres madrileñas del siglo xix y primer tercio del siglo xx. Firmaba con el seudónimo "el Ciego de las Vistillas".
En su personal leyenda negra, creada por él mismo, se decía descendiente de Caterina Cornaro, la última reina de Chipre o que era hijo natural de uno de los muchos vástagos habidos del matrimonio entre la viuda de Fernando VII, María Cristina de Borbón, y el duque de Riánsares. En otras fuentes se le ha supuesto hijo natural de la reina Isabel II y un eclesiástico.

## Biografía
Nacido en la calle de la Morería, cursó Derecho y Filosofía y Letras en la Universidad Central y publicó su primer libro de versos, Las canciones (1901). En París siguió cursos en la Sorbona y trabajó como bibliotecario y secretario de correspondencia de la reina destronada Isabel II en su palacio de París. En 1904, al morir la reina, Répide volvió a Madrid y se dedicó al periodismo. Fue enterrado en Madrid el 17 de febrero de 1948.

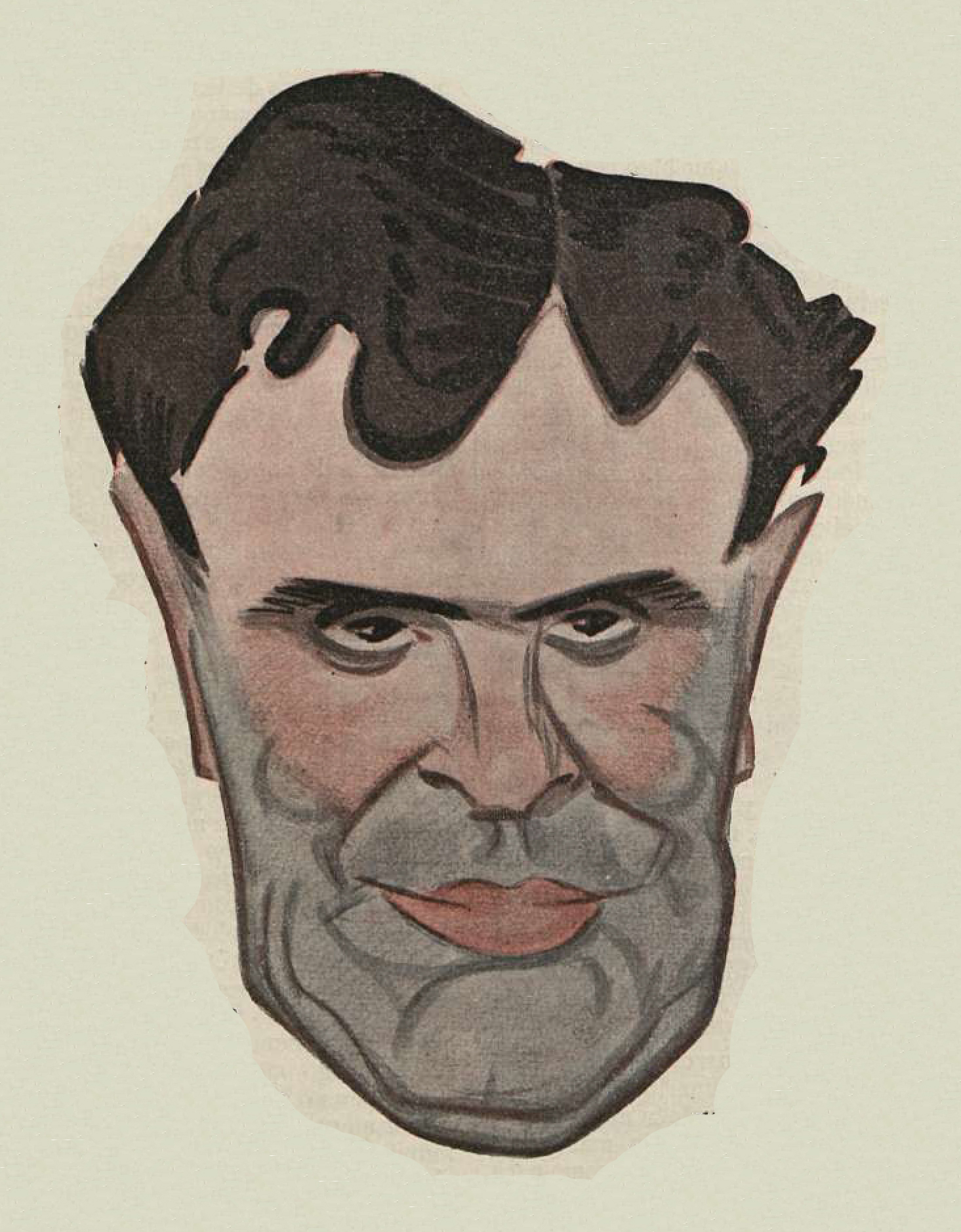
Caricaturizado por Tovar en Flirt (1922)

En 1919 fue uno de los fundadores de La Libertad, donde trabajó hasta 1936. También fue redactor de El Liberal, y colaborador de Blanco y Negro, La Esfera y Nuevo Mundo, además de participar en colecciones literarias como El Cuento Semanal, Los Contemporáneos, La Novela de Hoy, El Libro Popular y La Novela Corta.
 
Fue cofundador el 11 de febrero de 1933 de la Asociación de Amigos de la Unión Soviética, creada en unos tiempos en que la derecha sostenía un tono condenatorio a los relatos sobre las conquistas y los problemas del socialismo en la URSS. Siendo alcalde de Madrid Joaquín Ruiz Giménez, se le nombró cronista oficial de la villa en 1923.
Al estallar la guerra civil española huyó primero a Tánger, temeroso de la revolución, y luego a Venezuela donde vivió durante once años. Su inclinación por el bando rebelde al inicio de la contienda le granjeó serias condenas por parte de algunos sectores de la izquierda. Sus simpatías prosoviéticas y la estimación oficial y el título de Cronista de la Villa durante los periodos liberales o republicanos del primer tercio del siglo xx, le depararon, a su regreso en 1946 a la España franquista las consecuentes dosis de rechazo y marginación, a las que quizá contribuyó su conocida homosexualidad.

## Obra

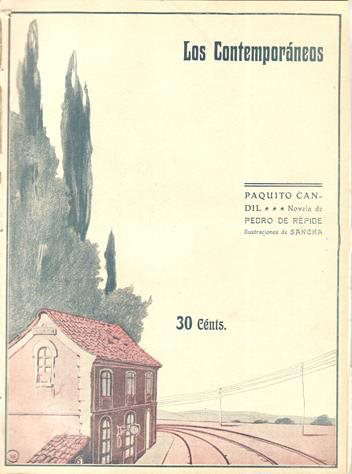
Paquito Candil (nº 31 de Los Contemporáneos, 30 de julio de 1909)

Consagró la mayor parte de su obra a la crónica de la vida madrileña en libros de divulgación y novelas costumbristas, además de algunas biografías, como Isabel II, reina de España, y algunos versos. Muchas de sus obras fueron publicadas primero por entregas en diversos periódicos y revistas. Federico Sainz de Robles lo definió como «periodista insigne, cronista oficial de Madrid, de cuya historia y costumbres supo como pocos y escribió como el mejor; sin alientos para las novelas extensas, ningún otro narrador contemporáneo ha sabido como él llevar a sus novelas breves el realismo y el encanto de la vida madrileña, tanto moderna como de otras épocas, y especialmente de la gente humilde, con un lenguaje portentoso de naturalidad en cada boca, y con idéntica tensión par lo cómico que para lo dramático».

### Historia

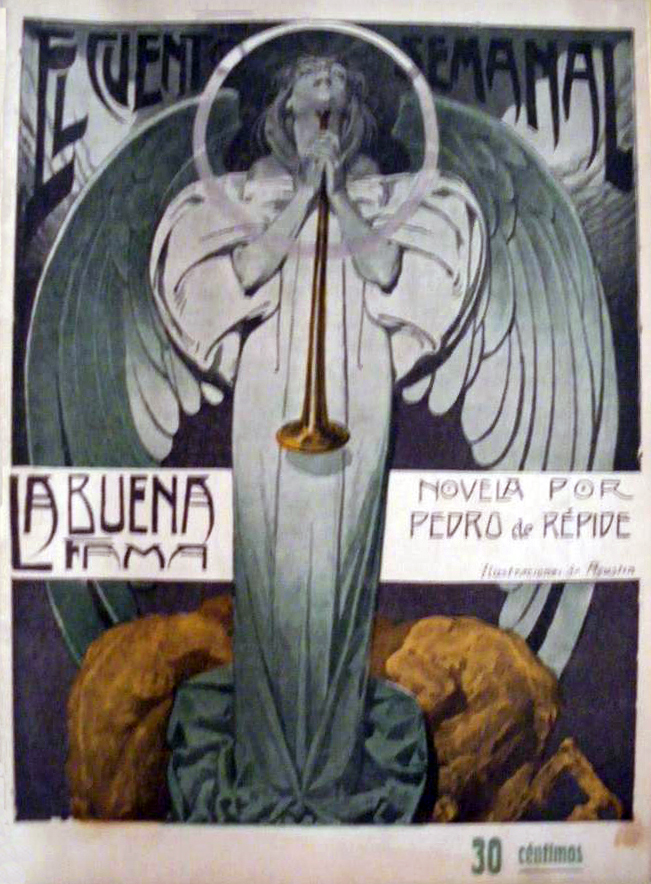
La buena fama (1911, publicada en El Cuento Semanal)

- Las calles de Madrid, en La Libertad comienza en 1921 a escribir una serie de artículos, con el seudónimo 'El Ciego de las Vistillas', titulados con el nombre genérico de 'Guía de Madrid'
- Costumbres y devociones madrileñas
- Del Rastro a Maravillas (1907)
- Chamberí por Fuencarral (1913)
- El Madrid de los abuelos
- Isabel II, reina de España (1932)
- Alfonso XII (1936)
- Del Mar Negro al Caribe, libro de viajes
- La Rusia de ahora, crónicas como reportero en la Unión Soviética.

### Novelas
- El solar de la bolera
- Noche perdida
- Cuento de viejas
- Los cohetes de la verbena (1910)
- El maleficio de la U
- El agua en el cestillo
- No hay fuerza contra el amor
- Cartas de azafatas
- La enamorada indiscreta (1900)
- El Madrid de los abuelos (1908)
- Un conspirador de ayer (1911)
- Costumbres y devociones madrileñas (1914)
- La Villa de las Siete Estrellas (1923)
- La negra
- Los pícaros de Amaniel
- La torre sin puerta
- Del rancio solar
- Los espejos de Clío (1918)
- Jardín de princesas
- La llave de Araceli
- La desazón de las Angustias

### Poesía
- Las canciones (1901)
- Estampas grotescas

### Teatro
- La casa de todos (1908), drama
- Cadenas de rosas (1909), comedia
- El rincón de la gloria (1911), apropósito
- Un palco para el Tenorio, (1913) juguete cómico
- Los tres maridos burlados (1909), sobre la obra homónima de Tirso de Molina, y Los majos de plante (1918), sainete. Ambas junto con Joaquín Dicenta[7][aclaración requerida]

### Guiones cinematográficos
- La verbena de la Paloma, dirigida por Benito Perojo (1935)